# Аль-Баттани (лунный кратер)
Кратер Аль-Баттани (лат. Albategnius) — древний крупный ударный кратер на видимой стороне Луны. Назван в честь средневекового арабского астронома и математика Аль-Баттани (Абу Абдаллах Мухаммад ибн Джабир ибн Синан ал-Батта́ни, 858—929), известного в Европе под именем Albategnius. Название утверждено Международным астрономическим союзом в 1935 году. Образование кратера предположительно относится к нектарскому периоду.

## Описание кратера

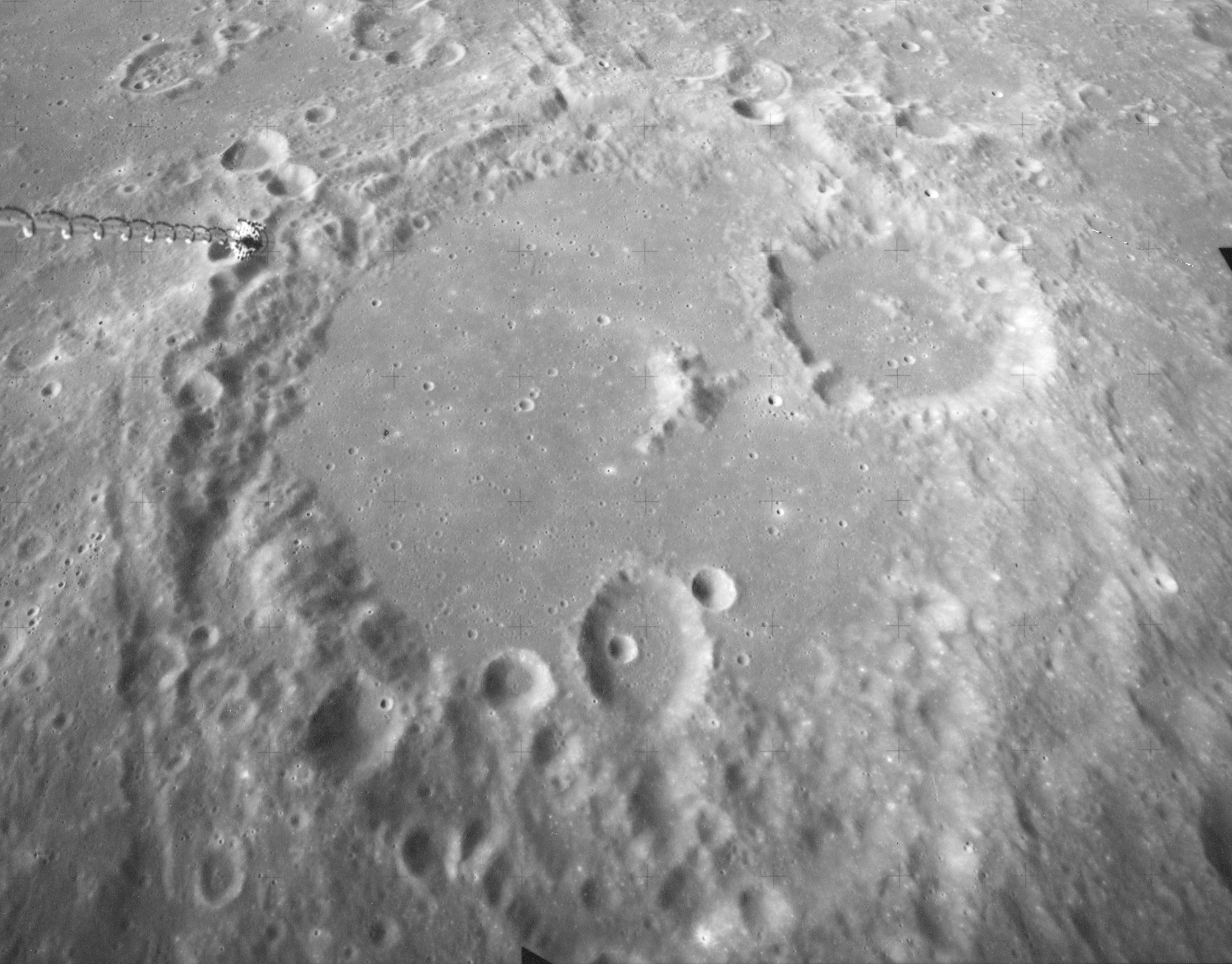
Снимок с борта Аполлона-16.

Кратер расположен в гористой местности к востоку от кратеров Альфонс и Птолемей. Юго-западная часть кратера перекрывается кратером Клейн; на севере от кратера находятся кратеры Гиппарх, Галлей, Хайнд, Мюллер; на востоке кратер Ричи; на юго-востоке кратер Бернем; на юге кратеры Фогель и Паррот. Селенографические координаты центра кратера 11°14′ ю. ш. 4°01′ в. д. / 11,24° ю. ш. 4,01° в. д., диаметр 131 км, глубина 3,2 км.
Чаша кратера сравнительно ровная, заполненная лавой, вероятно, при имбрийском импакте, имеет более сорока мелких кратеров. Центральный пик кратера (Аль-Баттани Альфа — α), смещен к западу от центра кратера, имеет длину около 20 км и ширину около 10 км, высота пика над дном чаши кратера около 1500 м. На вершине пика находится небольшой относительно свежий кратер. Вал кратера массивный, неправильной полигональной формы, нарушенный многочисленными разломами и долинами, с многочисленными высокими пиками. В северо-восточной части высота вала кратера достигает 4000 м, средняя высота вала кратера над окружающей местностью — 1560 м, объём кратера составляет приблизительно 13 000 км³.

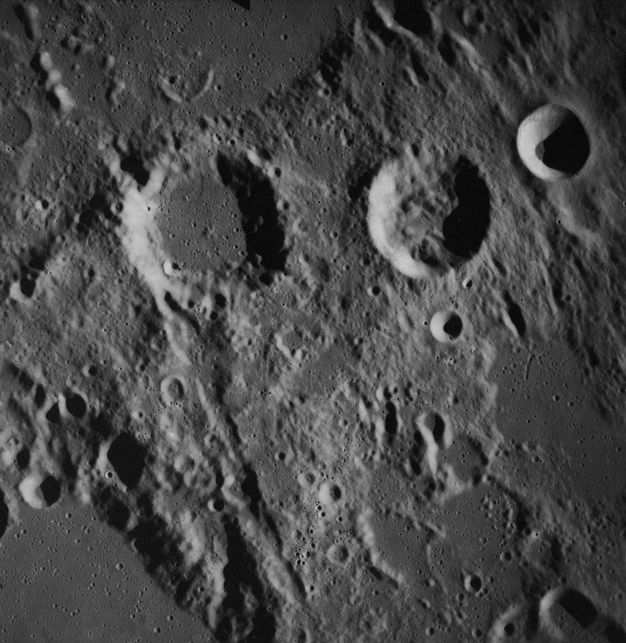
Снимок с борта Аполлона-16.

К востоку от кратера Аль-Баттани находятся два тектонических разлома, образовавшиеся предположительно при имбрийском импакте и ориентированные почти в меридиональном направлении. Один из этих разломов, проходящий от восточной части вала кратера Аль-Баттани до западной части вала кратера Галлей, показан на приведенном ниже снимке.
Сателлитный кратер Аль-Баттани L имеет радиальные темные полосы от центра кратера. Происхождение подобных полос в лунных кратерах долгое время оставалось загадкой, пока на снимках высокого разрешения, полученных зондом Lunar Reconnaissance Orbiter, не было выявлено, что это полосы горных пород, выброшенных при импакте, или, для малых кратеров, оползни пород с вала кратера. Таким образом, темные радиальные полосы служат индикатором сравнительно малого возраста кратера.

## Сателлитные кратеры
| Аль-Баттани | Координаты                                          | Диаметр, км |
| ----------- | --------------------------------------------------- | ----------- |
| A           | 9°20′ ю. ш. 3°02′ в. д. / 9,34° ю. ш. 3,03° в. д.   | 6,8         |
| B           | 10°04′ ю. ш. 4°02′ в. д. / 10,07° ю. ш. 4,03° в. д. | 19,0        |
| C           | 10°20′ ю. ш. 3°43′ в. д. / 10,33° ю. ш. 3,71° в. д. | 5,7         |
| D           | 11°22′ ю. ш. 7°08′ в. д. / 11,36° ю. ш. 7,14° в. д. | 8,3         |
| E           | 12°57′ ю. ш. 6°23′ в. д. / 12,95° ю. ш. 6,38° в. д. | 12,7        |
| G           | 9°28′ ю. ш. 1°53′ в. д. / 9,46° ю. ш. 1,89° в. д.   | 13,8        |
| H           | 9°40′ ю. ш. 5°10′ в. д. / 9,66° ю. ш. 5,16° в. д.   | 11,8        |
| J           | 11°08′ ю. ш. 6°11′ в. д. / 11,14° ю. ш. 6,19° в. д. | 6,0         |
| K           | 9°54′ ю. ш. 2°00′ в. д. / 9,90° ю. ш. 2,00° в. д.   | 10,3        |
| L           | 12°05′ ю. ш. 6°19′ в. д. / 12,08° ю. ш. 6,31° в. д. | 7,5         |
| M           | 8°55′ ю. ш. 4°10′ в. д. / 8,92° ю. ш. 4,16° в. д.   | 8,1         |
| N           | 9°53′ ю. ш. 4°32′ в. д. / 9,89° ю. ш. 4,54° в. д.   | 8,6         |
| O           | 13°37′ ю. ш. 4°26′ в. д. / 13,62° ю. ш. 4,43° в. д. | 4,5         |
| P           | 13°01′ ю. ш. 4°29′ в. д. / 13,02° ю. ш. 4,49° в. д. | 4,0         |
| S           | 13°21′ ю. ш. 6°03′ в. д. / 13,35° ю. ш. 6,05° в. д. | 5,9         |
| T           | 12°40′ ю. ш. 6°04′ в. д. / 12,66° ю. ш. 6,06° в. д. | 9,6         |

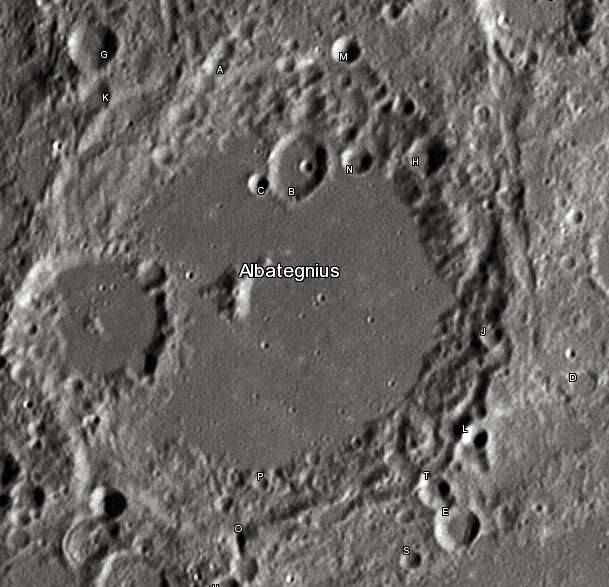
Снимок Девида Кемпбелла.

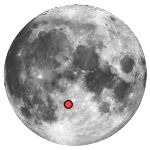
Месторасположение кратера

- Сателлитный кратер Аль-Баттани L включен в список кратеров с темными радиальными полосами на внутреннем склоне Ассоциации лунной и планетарной астрономии (ALPO)[6].

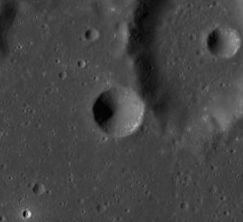
Сателлитные кратеры Аль-Баттани С и В. Снимок зонда Lunar Reconnaissance Orbiter.
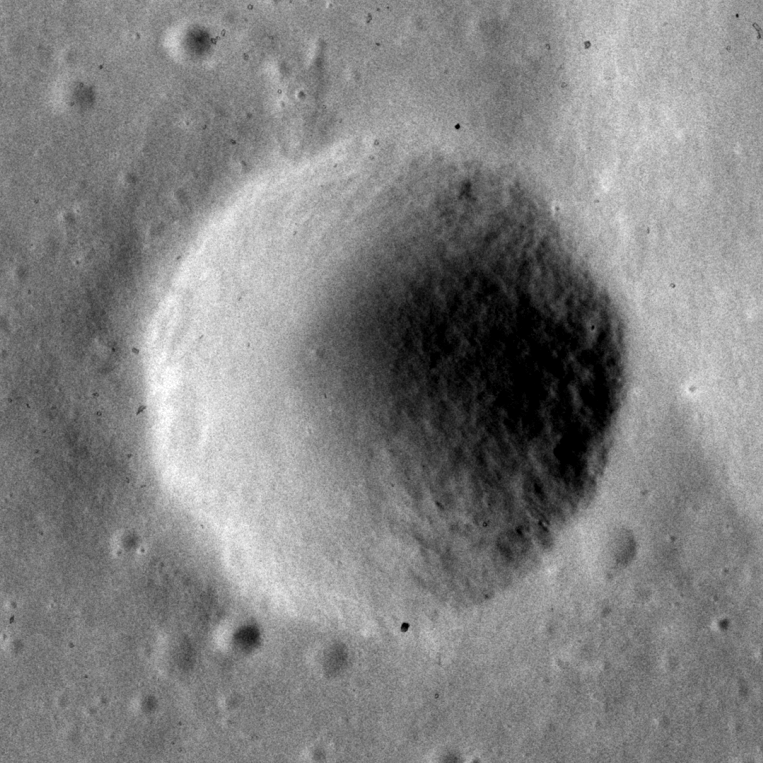
Сателлитный кратер Аль-Баттани С. Снимок с борта Аполлона-16.